# André Strappe
André Strappe, né le 23 février 1928 à Bully-les-Mines (Pas-de-Calais) et mort le 10 février 2006 au Havre, est un footballeur international français qui évoluait au poste d'attaquant. 

## Biographie
Strappe évolue au Lille OSC de 1948 à 1958. Il est capitaine de l’équipe. Il est ensuite joueur au Havre (1958-1961), à Nantes (1961-1963) et à Bastia (1963-1966). Il inscrit 112 buts dans le championnat français de première division. 
Il remporte le championnat de France 1953-1954 avec Lille et la coupe de France en 1953 et 1955 avec ce même club, puis en 1959 avec Le Havre (et dispute la finale de la Coupe Latine en 1951 avec Lille).
En équipe de France de football, après avoir été quart de finaliste olympique en 1948 avec les amateurs olympiques à Londres, André Strappe dispute 23 matchs (4 buts) entre 1949 et 1954. Il participe à la Coupe du monde de 1954 en Suisse.

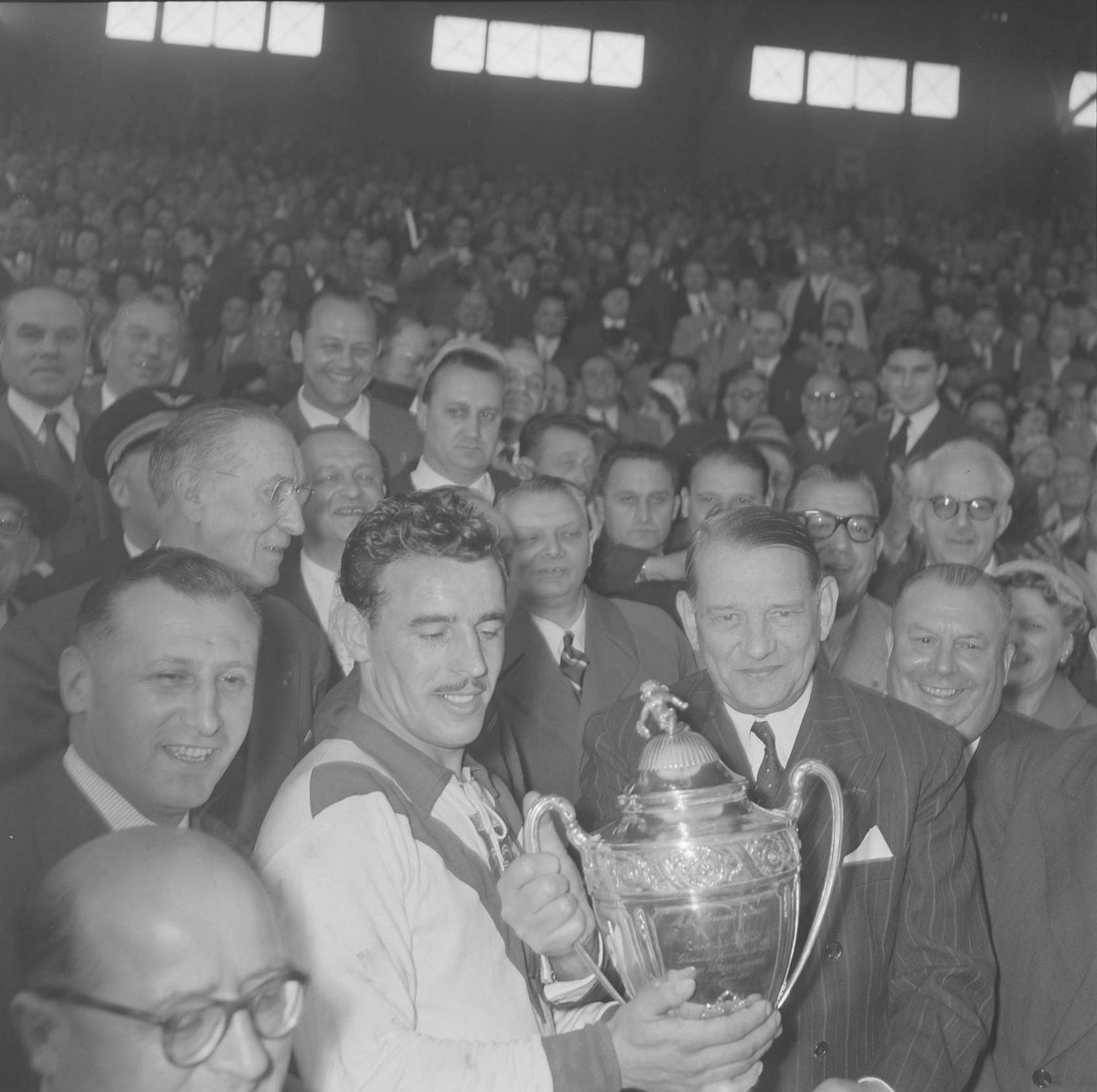
Remise de la coupe de France 1955

Après sa carrière de joueur, il est entraîneur à Bastia, Tavaux et à La Berrichonne de Châteauroux notamment.
En 2022, le magazine So Foot le classe dans le top 1000 des meilleurs joueurs du championnat de France, à la 67e place.

## Carrière
- avant 1948 :  Bully-les-Mines
- 1948-1958 :  Lille OSC
- 1958-1961 :  Le Havre AC
- 1961-1963 :  FC Nantes
- 1963-1966 :  SC Bastia

## Palmarès
- International français : 23 sélections, 4 buts
- Champion de France en 1954 avec le Lille OSC
- Vainqueur de la Vainqueur de la Coupe de France en 1953 et 1955 avec le Lille OSC, en 1959 avec Le Havre AC
- Championnat de France de D2 en 1959 avec Le Havre AC
- Finaliste de la Coupe Latine en 1951 avec le Lille OSC
- Vainqueur du Challenge des champions en 1959 avec Le Havre AC[7].